# Hausen (Baviera)
Hausen é um município da Alemanha, localizado no distrito de Kelheim, no estado de Baviera.